# Anorexia nervosa
Anorexia nervosa (griechisch-lateinisch; übersetzt etwa „nervlich bedingte Appetitlosigkeit“, abgekürzt AN) oder Magersucht ist eine Form der Essstörung. Davon betroffene Menschen besitzen eine gestörte Wahrnehmung des eigenen Körpers (Körperschemastörung) und verweigern aus Furcht vor Gewichtszunahme oder dem Wunsch nach Gewichtsverlust die Aufnahme von Nahrung.
Andere Bezeichnungen sind auch Magersucht, Anorexia mentalis (mentale Anorexie), Apepsia hysterica oder veraltet Anorexia hysterica (im 19. Jahrhundert). Anorexia nervosa wird häufig mit dem Begriff „Anorexie“ abgekürzt, welcher auch das Symptom der Appetitlosigkeit beschreibt, unabhängig von der Ursache.

## Geschichte
Rudolph Bell verglich religiöse Formen extremen Fastens, die er an später heilig gesprochenen Frauen wie der Katharina von Siena beschrieb, mit der modernen Anorexia nervosa. Andere vermieden eine Gleichsetzung und beschreiben die Wandlungen des extremen Fastens im Prozess der Säkularisierung. Weitere Autoren betonen die Bedeutung der differentialdiagnostisch wichtigen Angst vor Übergewicht trotz Untergewichts, die erstmals in der zweiten Hälfte des 19. Jahrhunderts von Jean Martin Charcot und anderen französischen Psychiatern bei extrem fastenden Patientinnen beschrieben wurde, und datieren den Beginn der Anorexia erst auf diesen Zeitraum. Als eine der ersten medizinischen Beschreibungen gilt eine Kasuistik des englischen Arztes Richard Morton von 1689. Die zweite veröffentlichte Arbeit zur Anorexia nervosa, damals noch unter der Bezeichnung Anorexia hysterica, stammt von dem Engländer William Gull. Er veröffentlichte 1868 drei Fallberichte. Dabei konzentrierte er sich auf die Beschreibung somatischer (körperlicher) Veränderungen.
Der französische Internist Ernest-Charles Lasègue beschrieb 1873 auf der Basis von acht Fällen die Anorexia hysterica als einheitliches Krankheitsbild. Dabei grenzte Lasègue die Symptome vom extremen Fasten ab, indem er die Überaktivitäten der erkrankten Personen hervorhob.
Die Anorexia hysterica ist damit die erste als Entität beschriebene Essstörung, beide Autoren betonten den psychogenen Zusammenhang der Krankheit.

## Verbreitung
Die Inzidenzrate, also die Rate der neu diagnostizierten Fälle in der Bevölkerung pro Jahr, liegt heute bei ca. 5,0 pro 100.000 Personen in der Bevölkerung. Risikopersonen sind vor allem jugendliche Mädchen in westlichen Industrieländern. Nicht jeder Krankheitsfall wird aber diagnostiziert, da einige Betroffene keine professionelle Hilfe ersuchen und daher nicht in Krankheitsregistern auftauchen (Dunkelziffer). Die Lebenszeitprävalenz, also die Wahrscheinlichkeit, innerhalb eines Lebens an Anorexia nervosa zu erkranken, liegt unterschiedlichen Studien zufolge – je nach Methodologie und Definition von AN – zwischen 0,3 % bis 4,3 % für Frauen und 0,2 % bis 0,3 % für Männer. Das Verhältnis zwischen Männern und Frauen lag in früheren Studien bei 1:10, wobei neuere Studien annehmen, dass der Anteil der Männer unterschätzt worden sei und Männer einen höheren Anteil ausmachen würden als gedacht. Anorexia nervosa bleibt bei Männern möglicherweise häufiger unerkannt als bei Frauen.
Die Krankheit kann auch bei Erwachsenen oder bereits vor Eintritt der Pubertät auftreten.

## Krankheitsbild

### Symptome

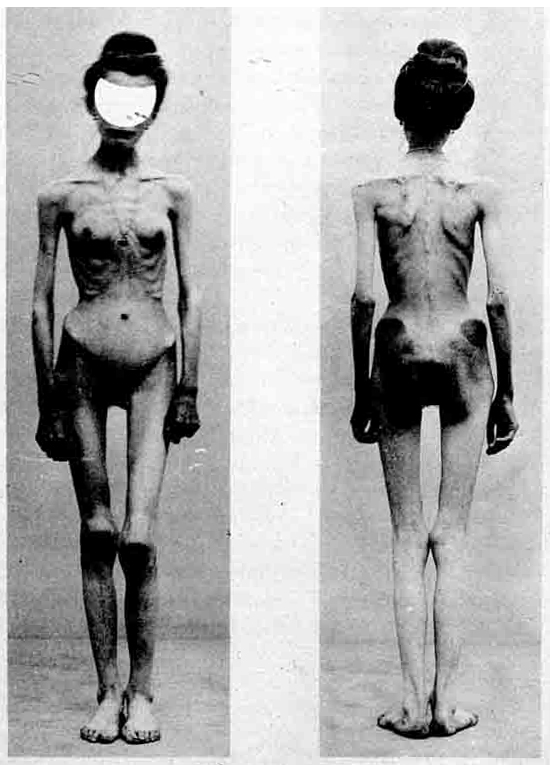
Anorektische Frau im Journal Nouvelle Iconographie de la Salpêtrière, 1900

Die meisten an Anorexia nervosa Erkrankten leiden an einer Körperschemastörung: Sie nehmen sich trotz Untergewichts bzw. Magerkeit als „zu dick“ wahr. Ihr Selbstwertgefühl hängt nicht nur von allgemeinen Leistungen in Beruf, Hobby oder Privatleben, sondern besonders stark auch von der Fähigkeit ab, das Körpergewicht kontrollieren zu können. Die Gedanken der Kranken sind eingeengt und kreisen stets um die Themen Ernährung, Gewicht und Körperschema.

„Die anorektische Frau lehnt das Essen ab und beschäftigt sich doch mehr damit als die meisten Gourmets. […] Sie lehnt ihren Körper ab, konzentriert sich jedoch in all ihrem Denken und Handeln auf ihn. […] Sie will selbstständig und unabhängig sein, verhält sich jedoch so, dass ihre Interaktionspartner sie nahezu zwangsläufig kontrollieren.“

Das Kennzeichen der Anorexia nervosa ist die selbst herbeigeführte Gewichtsabnahme, die durch Verminderung der Nahrungsaufnahme erreicht wird; dabei werden besonders Nahrungsmittel weggelassen, die als „fett machend“ angesehen werden. Bei Betroffenen, die nur dieses passive Verhalten zeigen, spricht man vom restriktiven Subtyp.
Es gibt aber auch einen der Bulimia nervosa ähnlichen „Purging-Typ“ der Anorexia nervosa (englisch to purge ‚abführen‘). Die an diesem Subtyp Erkrankten beschleunigen ihre Gewichtsabnahme zusätzlich aktiv: Beispielsweise durch selbst ausgelöstes Erbrechen, missbräuchliches Einnehmen von Appetitzüglern, Laxanzien (Abführmitteln) oder Diuretika, Verwendung von Klistieren (Einläufen) oder exzessive sportliche Betätigung.

### Diagnose
Die Diagnose wird basierend auf dem Ergebnis verschiedener Untersuchungen gestellt:
- körperliche (klinische) Untersuchung, die viele der genannten Symptome offenbart
- paraklinische Untersuchungen, wie Elektrokardiogramm und Laboruntersuchungen des Blutes
- Erstellung eines sogenannten psychopathologischen Befundes im Rahmen der Anamneseerhebung

Entsteht der Verdacht, dass andere Ursachen das Untergewicht verursacht haben, werden weitere Untersuchungen veranlasst. Das Hauptunterscheidungsmerkmal (Differentialdiagnose) zur Bulimia nervosa ist das Körpergewicht. Eine Anorexia nervosa wird diagnostiziert, wenn ein selbst herbeigeführtes Untergewicht besteht und der Body-Mass-Index unter 17,5 liegt. Abzugrenzen ist auch eine Vermeidend-restriktive Ernährungsstörung.
Die nachfolgenden Kriterien müssen für eine Diagnose erfüllt sein. Dabei wird in Deutschland die Kodierung zur Abrechnung mit den Leistungsträgern (Kranken- und Rentenkassen) nach dem ICD-10 vorgenommen.
| ICD-10 | DSM-5 |
| --- | --- |
| - Tatsächliches Körpergewicht mindestens 15 % unter dem zu erwartenden Gewicht oder Body-Mass-Index von 17,5 oder weniger (bei Erwachsenen) - Der Gewichtsverlust ist selbst herbeigeführt durch Vermeidung von energiereicher Nahrung und zusätzlich mindestens eine der folgenden Möglichkeiten: - selbstinduziertes Erbrechen - selbstinduziertes Abführen - übertriebene körperliche Aktivität - Gebrauch von Appetitzüglern und/oder Diuretika - Körperschemastörung in Form einer spezifischen psychischen Störung - Endokrine Störungen, bei Frauen manifestiert als Amenorrhoe, bei Männern als Libido- und Potenzverlust - Bei Beginn der Erkrankung vor der Pubertät ist die Abfolge der pubertären Entwicklung gestört (Wachstumsstopp, fehlende Brustentwicklung) | - Durch zu geringe Energiezufuhr ist das Körpergewicht unter dem für das jeweilige Geschlecht, Alter, die Entwicklung und dem Gesundheitszustand zu erwartenden Gewicht. - Hinter dem niedrigen Körpergewicht steht die Angst vor einer Gewichtszunahme und der Vorstellung dick zu werden. - Die Betroffenen haben eine Körperschemastörung sowie eine Störung in der Wahrnehmung ihres geringen Körpergewichts. Zur Beurteilung des niedrigen Körpergewichts wird der Body-Mass-Index herangezogen und das Ausmaß der Anorexia nervosa eingeteilt in: - mild BMI ≥ 17 - gemäßigt BMI 16-16.99 - schwer BMI 15-15.99 - extrem BMI <15 Im DSM-5 wird zwischen einer Vollform, bei der alle Kriterien erfüllt sind, und einer partiellen Form unterschieden, bei der nicht alle Kriterien auftreten. |

### Körperliche Folgen
Die Magersucht ist eine schwere, unter Umständen tödliche Erkrankung. Das extreme Untergewicht führt zu körperlichen Problemen:
- Herz: verlangsamter Herzschlag, niedriger Blutdruck, Veränderungen bei der Erregung des Herzmuskels (besonders: verlängertes QT-Intervall) und Herzrhythmusstörungen, woraus ein plötzlicher Herztod folgen kann.
- Blut: Störungen der Elektrolyte (besonders gefährlich: Hypokaliämie mit Herzrhythmusstörungen), Unterzuckerung, Blutarmut, Leukozytopenie und Thrombozytopenie.
- Hormone: niedrige Konzentrationen von Geschlechtshormonen (LH, FSH, Östrogen), dadurch: Amenorrhoe, Unfruchtbarkeit, mitunter Ausbleiben des Brustwachstums bei Frauen. Verlust von Libido und Potenz bei Männern. Niedrige Konzentration von Schilddrüsenhormonen. Leicht erhöhte Konzentration von Glukokortikoiden.
- Knochen: Osteoporose mit erhöhtem Risiko einer Fraktur
- (falls häufiges Erbrechen) Zähne: Erosionen durch Magensäure, Karies.
- weitere Organe: Darmträgheit und chronische Verstopfung, Magenkrämpfe, Übelkeit, Nierenversagen, Blasenschwäche (Inkontinenz).

Bis zu 15 % der Betroffenen im Erwachsenenalter sollen gemäß Manfred Fichtner an den Auswirkungen der Krankheit entweder durch Komplikationen wie Herzstillstand oder Infektionen, oder aber durch Suizid sterben. Ein Teil der überlebenden Patienten leidet zeitlebens an Langzeitfolgen wie Osteoporose oder Niereninsuffizienz.
Die Kranken sind sehr kälteempfindlich und ihre Körpertemperatur kann erniedrigt sein, weil der Körper den Stoffwechsel herunterfährt und das wärmedämmende subkutane Körperfett fehlt. Weitere Symptome sind Schwindelgefühle, Ohnmachtsanfälle und hormonelle Störungen. Zudem kann es zu trockener Haut und zum Wachsen von Lanugohaaren an Rücken, Armen und Gesicht kommen.
Bei Frauen bleibt die Periode aus (Amenorrhoe). Die Einnahme der Antibabypille überdeckt dieses Symptom, daher ist das Auftreten der Monatsblutung kein sicheres Ausschlusskriterium für Anorexia nervosa. Die künstlich zugeführten Hormone regulieren jedoch nicht den gesamten gestörten Hormonhaushalt.
Beginnt die Krankheit vor der Pubertät, endet das Größenwachstum vorzeitig und die Geschlechtsreife tritt nicht oder nur verzögert (Pubertas tarda) ein: Bei Mädchen entwickelt sich die weibliche Brust dann nicht, bei Jungen bleibt die Entwicklung der Hoden und des Penis aus.

## Ursachen
Bei der Entstehung von Anorexie ist von einem multikausalen Geschehen auszugehen, wobei biologische (genetische Faktoren), psychische und Umweltfaktoren (familiär, kulturell) zusammenwirken. Bisher ist wenig über die Wechselwirkungen sowie die Spezifität einzelner Risikofaktoren bekannt. Bei der AN kommt es durch Einschränkung oder unzureichende Steigerung der Energieaufnahme (bei Wachstum/intensivem Sport) zur Entstehung oder Aufrechterhaltung eines Untergewichts. Betroffene haben trotz ihres Untergewichts Angst davor, zu dick zu sein und/oder zu dick zu werden. Es kann jedoch sein, dass diese Angst nicht berichtet bzw. nicht bewusst wahrgenommen wird. Der ganze Körper oder einzelne Körperteile werden trotz Untergewichts als „zu dick“ empfunden (Körperbildstörung). Das Selbstwerterleben ist bei den meisten Patienten in hohem Maße von Figur und Körpergewicht abhängig, bei anderen steht eine Kontrolle des Gewichts für ein Gelingen einer ausreichenden Selbstkontrolle. Die Annahme, dass all diese Faktoren zusammen eine Rolle spielen, wird als „psychobiologisch-soziales Modell“ bezeichnet.

### Individuelle und entwicklungspsychologische Faktoren
Ein gestörtes Essverhalten oder ausgeprägte Verdauungsstörungen im Säuglings- und Kleinkindalter sind mit einem erhöhten Risiko für die Entwicklung einer Anorexia Nervosa verbunden. Als potenzielle Risikofaktoren gelten auch vermehrtes Schlankheitsstreben und restriktives Essverhalten, vermindertes Selbstwertgefühl und negatives Selbstkonzept, Affektlabilität und negative Affektivität, ein ängstlich-vermeidender oder zwanghafter Persönlichkeitsstil sowie unsichere Bindungsmuster.
Als potentielle Risikofaktoren stehen auch Schwierigkeiten im Ausdruck und in der sozio-emotionalen Signalverarbeitung sowie ein durch kognitive Inflexibilität und starke Detailorientierung geprägter kognitiver Stil in Verdacht. Das Bedürfnis nach Ordnung und Kontrolle ist ein häufiges gemeinsames Merkmal in der Kindheit vieler an Anorexia nervosa erkrankten Menschen. Eine Studie listet fünf Persönlichkeitseigenschaften auf, die mit einem erhöhten Risiko an Anorexia nervosa zu erkranken in Verbindung stehen: Perfektionismus, Unflexibilität, Regelgebundenheit, Übermäßiger Zweifel und Vorsicht, Drang nach Ordnung und Symmetrie.
Im Zusammenhang mit dem bevorzugten Beginn der Erkrankung in der Pubertät wird diskutiert, ob Schwierigkeiten bei der Bewältigung alterstypischer Entwicklungsschritte eine verursachende Rolle spielen könnten. Bedeutsam in dieser Entwicklungsphase sind unter anderem die Auseinandersetzung mit der körperlichen Reifung und der damit verbundenen Veränderung des Körperbildes sowie die Identitätsbildung als Frau, die Lösung von primären Bezugspersonen und die Entwicklung eines autonomen, erwachsenen Selbst. Weitere Risikofaktoren sind Überangepasstheit in der Kindheit und mangelnde Entwicklung eines positiven Selbstwert- und Körpergefühls. Diese Mädchen oder jungen Frauen sind damit besonders empfänglich für gesellschaftliche Normen und geben dem Druck nach Schlankheit eher nach als Frauen mit einem positiven Selbstwertgefühl. Risikopersonen machen infolge ihrer Überangepasstheit und des mangelnden Selbstwertgefühls häufiger Diäten oder versuchen, auf andere Weise abzunehmen, und können damit schließlich eine Essstörung entwickeln. Die Erkrankung beginnt am häufigsten im Teenager-Alter, wobei eine Diät, die anschließend außer Kontrolle gerät, ein Einstieg sein kann.
Bei AN findet man in der aktuellen Forschung keinen Zusammenhang zwischen der Essstörung und traumatischen Erfahrungen in der Kindheit. Bei den Essstörungen BN (Bulimia Nervosa) und BES (Binge-Eating-Störung) sind Zusammenhänge zu beobachten. Dies unterstreicht die biologischen Risikofaktoren bei AN.
Depressive Symptome können bereits vor und auch nach der AN bestehen und sind ein Risikofaktor für die Entwicklung einer Essstörung. Typische Symptome einer Depression bei AN sind eine schlechte Stimmung, wenig Selbstwertgefühl, Antriebs- und Lustlosigkeit, Leeregefühl und sozialer Rückzug. Patienten mit ausgeprägter Abmagerung klagen meist über mehr depressive Symptome als Betroffene mit geringerem Gewichtsverlust. Das Hungern (Starvation) trägt durch die Veränderungen der Neurotransmitter Dopamin und Serotonin sowie von Leptin und anderen Hormonen zu der depressiven Verstimmung bei.
Vereinzeltes selbstverletzendes Verhalten wird häufiger bei Patienten mit AN beobachtet, vor allem, wenn die Verzweiflung durch die Gewichtszunahme zunimmt. Das selbstverletzende Verhalten bessert sich normal bei Erreichen des Gesundungsgewichts.
Die Erkrankung führt, da sie in den meisten Fällen in der Pubertät und Adoleszenz beginnt, zu einer Beeinträchtigung der psychischen und körperlichen Entwicklung in einer bedeutsamen Lebensphase.

### Erbliche Veranlagung (genetische Prädisposition)
Anorexia tritt familiär gehäuft auf: Sind die Mutter oder die Schwester von Anorexia nervosa oder Bulimia nervosa betroffen, haben Mädchen ein ungefähr 11-fach höheres Risiko, an einer Essstörung zu erkranken. Diese Korrelation legt nahe, dass Erbanlagen und/oder familiäre Umwelteinflüsse einen erheblichen Einfluss auf die Entstehung einer Anorexia Nervosa haben.
Die Erblichkeit (Heritabilität) wird, basierend auf Zwillingsstudien, grob auf rund 62 % geschätzt. Frauen zeigen ein etwa zehnfach höheres Risiko, an einer AN zu erkranken als Männer. Darüber hinaus häufen sich die Hinweise, dass Testosteron einen protektiven Faktor im Hinblick auf die Entstehung von Essstörungen darstellt, wobei die biologischen Mechanismen für diesen Zusammenhang bislang unklar sind. Unsicher ist, ob Frühgeburtlichkeit und perinatale Komplikationen das Risiko für die Entwicklung einer AN geringfügig erhöhen. Molekulargenetische Untersuchungen deuten darauf hin, dass kein einzelner Gendefekt, sondern zahlreiche Gene in unterschiedlichem Ausmaß zur Ausbildung der verschiedenen Erscheinungsformen beitragen.
2019 führte eine Studie zur genetischen Variation des Erbgutes, konzipiert von Cynthia Bulik von der University of North Carolina (USA), zu weiteren Erkenntnissen. Im Rahmen einer internationalen Initiative stellten mehrere Kliniken Daten von 17.000 Patienten mit Anorexia nervosa zur Verfügung, damit deren Erbgut mit jenen von 55.000 gesunden Kontrollpersonen verglichen werden konnte (ANGI-Studie). Das Forscherteam identifizierte Veränderungen an acht Genorten auf sechs Chromosomen. Diese korrelierten zum einen mit psychischen Störungen wie Zwangserkrankungen, Depression und Angst, aber auch mit körperlicher Aktivität und einem veränderten Stoffwechsel (Metabolismus). Die ANGI-Studie kam zum Schluss, dass Anorexie eine “metabolisch-psychiatrische Erkrankung” ist und weist damit auf neue Wege der Behandlung hin.
Das Stadium des akuten Untergewichtes geht mit veränderten Spiegeln einer Vielzahl von Hormonen und anderen Signalpeptiden einher. Inwieweit diese Veränderungen nur Ausdruck einer Anpassungsreaktion an akutes Untergewicht oder prädisponierend für die Erkrankung sind, bleibt zu klären. Studien mittels funktioneller Magnetresonanztomografie geben Hinweise auf Veränderungen in Hirnregionen, die mit Belohnung und kognitiver Kontrolle in Verbindung gebracht werden können. Bei gesundeten Patienten finden sich Veränderungen im serotonergen und dopaminergen Neurotransmittersystem im Bereich des präfrontalen und mesialen temporalen Kortex sowie ventralen Striatum, die auf eine mögliche Dysregulation im Belohnungssystem und der Affektregulation hinweisen.

### Einfluss der Familie
Noch Anfang dieses Jahrtausends sah man familiäre Probleme als primären Auslöser der Anorexia nervosa an. Dies hat sich jedoch als falsch erwiesen. 1944 führten Forscher um den Ernährungswissenschaftler Ancel Keys an der University of Minnesota ein Fastenexperiment (Minnesota Starvation Experiment) mit 36 amerikanischen Kriegsdienstverweigerern durch. Keys’ Ziel war es damals herauszufinden, wie man die vielen Hungernden während des Zweiten Weltkriegs am sinnvollsten gesundheitlich rehabilitieren könnte. Keys verlangte von den Probanden sportliche und geistige Höchstleistungen, während sie nur sehr wenig Nahrungsenergie und keinerlei Fleisch zu sich nehmen durften. Bald zeigten sie ähnliche Symptome wie magersüchtige Patienten. Sie fühlten sich abgestumpft und leer, ihre Libido nahm stetig ab, die Gedanken kreisten ständig ums Essen. Viele wurden depressiv und einige entwickelten sogar Zwänge.
Trotz solcher Hinweise wurde die Bedeutung des Fastenzustands für die Symptome der Anorexia nervosa lange Zeit wenig beachtet. Stattdessen geriet die Familie der Betroffenen ins Blickfeld von Psychologen und Psychiatern. Diese vermuteten die Ursache des Übels in der Beziehung zu den Eltern. Das Kind wurde zum Symptomträger, bei dem sich die familiären Schwierigkeiten manifestierten. Hinweise, dass bestimmte familiäre Strukturen und Interaktionen ein Risiko für die Entwicklung einer Anorexia nervosa darstellen, konnten in entsprechenden Studien nicht bestätigt werden. Querschnittserhebungen legen nahe, dass pathologische familiäre Strukturen und Funktionen eher die Schwere und Chronizität einer Erkrankung beeinflussen und weniger ätiologisch bedeutsam sind. Im Jahr 2010 wurde durch eine offizielle Stellungnahme der internationalen Akademie für Essstörungen „Academy for Eating Disorders“ festgestellt, dass keinerlei wissenschaftliche Erkenntnisse vorliegen, die familiäre Einflüsse als alleinige oder primäre Ursache der Anorexia nervosa nachweisen. Zugleich forderten sie Therapeuten und Medien auf, entsprechende Behauptungen künftig zu unterlassen. Trotzdem suchen immer noch viele Familien die Schuld für die Erkrankung bei sich selbst. In allen modernen Therapiemethoden wird jedoch inzwischen die Familie als Teil der Lösung und nicht als Teil des Problems gesehen.

### Soziokulturelle Faktoren
Für die gestörte Wahrnehmung des eigenen Körpers (Störung des „Körperschemas“) können die Kritik von Gleichaltrigen, die Kritik von Mutter und/oder Vater sowie das gesellschaftliche Schlankheitsideal eine große Rolle spielen. Die gezielte Gewichtsabnahme reduziert die Angst und macht so das Abnehmen zu einem wirkungsvollen Verstärker.
In westlichen Industrienationen herrscht ein kultureller Druck auf Frauen, schlank zu sein. Dieses Schönheitsideal wird durch die Massenmedien und die sozialen Medien transportiert. Schlankheit und gutes Aussehen wird vor allem in der Werbung häufig mit beruflichem und sozialem Erfolg verknüpft. Unter anderem werden Diäten als Mittel zum Erreichen dieses Ideals angepriesen. Die Krankheit beginnt oftmals im Rahmen einer Diät und wird durch die Anerkennung und Beachtung, welche die Betroffene (vielleicht erst) durch ihren schlanken Körper bzw. ihren Gewichtsverlust erhält, verstärkt.
Einige Studien belegen, dass afroamerikanische Frauen extrem viel seltener als weiße Frauen in den USA eine Magersucht entwickeln, obwohl sie zumindest von Seiten der Medien einem ähnlichen Schlankheitsdruck ausgesetzt sind. Anscheinend wirken dort bestimmte subkulturelle Faktoren protektiv.

## Komorbiditäten
Eine Anorexie kann unter anderem gemeinsam mit einer Autismus-Spektrum-Störung, Aufmerksamkeitsdefizit-/Hyperaktivitätsstörung, Stimmungsstörungen oder Internetabhängigkeit auftreten. Autismus-Spektrum-Störungen sind bei Patienten mit Anorexia nervosa im Vergleich zur Gesamtbevölkerung überrepräsentiert. Bei Autismus treten häufig Essgewohnheiten wie ein rigides oder selektives Essverhalten oder Rumination auf, die auch bei Anorexie beobachtet werden. Autistische Kinder und Jugendliche haben ein erhöhtes Risiko für Untergewicht. Unterscheidungsmerkmale zwischen Anorexie und Autismus-Spektrum-Störungen können sein, dass bei Anorexie die Regulation des eigenen Gewichts und das Körperbild im Vordergrund stehen, während bei Autismus die Ursache für das abweichende Essverhalten in sensorischen Empfindlichkeiten, der Neigung zu repetitivem Verhalten oder Schwierigkeiten, Hunger zu erkennen, liegen kann (Alexithymia).
Alle Essstörungen weisen häufig eine Komorbidität mit anderen seelischen Erkrankungen auf. Zu diesen Komorbiditäten zählen Zwangsstörungen und Depressionen. Das Auftreten einer Schizophrenie bei Anorexia nervosa scheint bei 1 bis 3 % zu liegen; es wurde eine Korrelation zur Schizophrenie mit möglichem Zusammenhang zu wahnähnlichen Körperschemastörungen entdeckt.

## Behandlung
Die Erkrankung kann nur selten durch eine kurze Behandlung geheilt werden. Häufig ist der Krankheitsverlauf langwierig, ebenfalls häufig lässt sich mit den zur Verfügung stehenden Therapien keine Heilung erreichen, da die fehlende Einsicht der Betroffenen Teil des Krankheitsbildes ist und diese nicht selten von ihren Angehörigen zur Therapie geschickt werden. Eine geringe Motivation zu einer Veränderung der Essstörung ist mit geringerem Behandlungserfolg und höherem Risiko zu einem Therapieabbruch assoziiert.

### Psychotherapie
Es liegt nach der „S3-Leitlinie Diagnostik und Behandlung der Essstörungen“ Konsens vor, dass folgende spezifische Psychotherapien wirksam sind:
Bei Erwachsenen:
- erweiterte kognitive-behaviorale Therapie (CBT-E) - Ziele: Normalisierung des Essverhaltens und Gewichtssteigerung. Hierfür erlernen die Patienten ein strukturiertes Essverhalten; dieses wird flexibler und auf altersentsprechende Ziele ausgerichtet. Berücksichtigt werden dabei spezifische Einflüsse auf die Persönlichkeit. Dazu gehören z. B. Defizite bei sozialer Kompetenz oder bei der Fähigkeit, Probleme zu lösen. Patienten erlernen spezielle Techniken und erhalten Hausaufgaben.[18]
- fokale psychodynamische Therapie (FPT) - Sie ist eine Weiterentwicklung der Psychoanalyse und sucht nach den tiefer liegenden Ursachen der Essstörung mit Fokus auf Beziehungsmuster. Der Patient wird speziell auf den Alltag nach Ende der Therapie vorbereitet.[47]
- Maudsley Model of Anorexia Nervosa Treatment (MANTRA) - MANTRA setzt an vier Faktoren gleichzeitig an, die die Krankheit beeinflussen: (1.) Ein rigider, detail-fokussierter Denkstil, der durch Angst vor Fehlern geprägt ist, (2.) Störungen im sozial-emotionalen Bereich, z.Bsp. sind Beziehungen oft von Ängstlichkeit geprägt, (3.) Positive Überzeugungen hinsichtlich der hilfreichen Funktion der Magersucht, da sich der Patient stark und sicher fühlt, und (4.) Ungünstiges Verhalten von Familienangehörigen. An allen vier Faktoren wird gleichzeitig gearbeitet, um die Dynamik zu durchbrechen. Die Therapie ist manualisiert.[18]
- Specialist Supportive Clinical Management (SSCM) - Die SSCM ist eher praktisch orientiert; die Patienten sollen vor allem wieder lernen, normal zu essen. Diese Therapie benötigt ein gut etabliertes klinisches Management für AN mit einem anhaltenden Fokus auf normalisiertes Essen und Gewichtswiederherstellung in Verbindung mit unterstützenden Therapieprinzipien und -strategien. Im Vergleich zu anderen Vergleichstherapien ist die SSCM eine einfachere Therapie ohne besondere neuartige Methoden.[18]

Trotz der in der S3-Leitlinie beschrieben Wirksamkeit sind MANTRA und SSCM entsprechend der Richtlinienpsychotherapie bei den Gesetzlichen Krankenversicherungen (GKV) keine anerkannten Psychotherapiemethode für Essstörungen in Deutschland.
Bei Kindern und Jugendlichen:
- Die familienbasierte Therapie (FBT) wird in der S3-Leitlinie Diagnostik und Behandlung der Essstörungen für Kinder und Jugendliche als erste Wahl empfohlen.[17] Im angelsächsischen Sprachraum wie Großbritannien, Australien, Neuseeland und USA ist die familienbasierte Therapie (englisch Family-Based Treatment, FBT, Maudsley-Familientherapie) weit verbreitet und die bevorzugte Behandlungsmethode.[48] FBT ist ein evidenzbasierter Ansatz für die Behandlung von Anorexia nervosa und Bulimia nervosa und wurde durch empirische Forschung bestätigt.[49] Bei dieser Therapieform werden die Eltern nicht für die Entstehung der Essstörung verantwortlich gemacht. Sie werden als Ressourcen in die Behandlung integriert. Die Familie wird zu Behandlungsbeginn über die körperlichen und psychischen Folgen der Essstörung aufgeklärt; der daraus entstehende Teufelskreislauf wird beschrieben. Es wird u. a. vermittelt, dass die Symptome der Ausdruck einer schweren Erkrankung sind und nicht der freie Wille der erkrankten Jugendlichen. Mit Hilfe der Externalisierung werden die Symptome wie Verweigerung, mangelnde Krankheitseinsicht, Verbergen von Symptomen oder Manipulationen des Gewichts der Krankheit zugeschrieben und somit nicht die Patienten persönlich beschuldigt.
  - Phase I: Gewichtswiederherstellung, Phase II: allmähliche Rückkehr der Kontrolle zum Jugendlichen, Phase III: Aufbau einer gesunden jugendlichen Identität.[50][48]

FBT ist in Deutschland aktuell noch nicht weit verbreitet. Die Behandlung wird mit Hilfe von FBT-Therapeuten und durch Unterstützung von Elternselbsthilfegruppen durchgeführt. Mit dem Home Treatment Ansatz (HoT) ausgehend von Beate Herpertz-Dahlmann der Uniklinik RWTH Aachen entwickelt sich gerade ein ähnliches Psychotherapieverfahren. Der Home Treatment Ansatz verwendet viele Prinzipien von FBT. Das heißt, Fokussierung auf die Gewichtnormalisierung, die eine hohe prognostische Bedeutung hat, die Einbindung der Eltern als Co-Therapeuten mit wesentlichen Funktionen und die Externalisierung bzw. Personalisierung der Erkrankung, gegen welche Patient, Therapeut und Eltern arbeiten. Weitere kinder- und jugendpsychiatrische Kliniken nehmen an diesen Studien teil.

### Ernährung
Die Ernährung ist der wichtigste Faktor, an dem bei Menschen mit Anorexia nervosa gearbeitet werden muss. Bei der Erstellung von Mahlzeitenplänen ist eine abwechslungsreiche Ernährung wichtig, ebenso wie Lebensmittel mit höherer Energiedichte. Das Gewicht des Patienten soll wieder vollständig auf die historische Wachstumskurve gebracht werden; d. h. auf die Gewichtsperzentile, die der Patient gehabt hätte, wenn er nicht an AN erkrankt wäre. Dafür werden die historischen Gewichtsdaten meist aus der Kindheit analysiert.
Bei dem Wiederaufbau eines Normalgewichtes muss die Komplikation und Gefahr eines Refeeding-Syndroms (RFS) beachtet werden. Man geht davon aus, dass das RFS mit sinkenden Phosphat- und Kaliumwerten eher auftritt, wenn der BMI sehr niedrig ist und medizinische Begleiterkrankungen wie Infektionen oder Herzversagen vorliegen. Unter diesen Umständen wird empfohlen, die Nahrungsaufnahme langsam zu beginnen, aber schnell zu steigern, solange keine Refeeding-Symptome auftreten.

### Medikation
Neuroleptika und Antidepressiva sollen nicht zur Erreichung einer Gewichtszunahme bei AN eingesetzt werden. Bei Kindern und Jugendlichen haben nur wenige Medikamente eine Zulassung für diese Altersgruppe und ein Off-Label Einsatz sollte nur nach guter Aufklärung und Zustimmung aller Beteiligten in Frage kommen. Es liegt begrenzte Evidenz dafür vor, dass Zwangssymptome und Gedankenkreisen unter Olanzapin günstig beeinflusst werden können. Antidepressiva werden in der klinischen Praxis der Anorexie-Behandlung häufig eingesetzt, um Begleitsymptome der AN wie depressive Störungen oder Zwangssymptome zu behandeln. Die wissenschaftliche Basis hierfür leitet sich im Wesentlichen aus Studien ab, die bei Patienten ohne Essstörung durchgeführt wurden. Es findet sich keine ausreichende Evidenz, um diese Praxis zu begründen. Depressive und zwanghafte Begleitsymptome sind durch das niedrige Körpergewicht mit bedingt und können sich durch Gewichtszunahme auch ohne eine zusätzliche spezifische Therapie bessern. Ferner ist das Risiko von Nebenwirkungen in der antidepressiven Pharmakotherapie bei der AN aufgrund einiger spezifischer Bedingungen erhöht:
1. Das Körpergewicht ist niedriger; die Verteilungsvolumina geringer.
2. In Anbetracht des ungeregelten Essverhaltens und des rezidivierenden Erbrechens ist die orale Zufuhr erschwert.
3. Kardiale Nebenwirkungen sind aufgrund der ohnehin bestehenden kardialen Besonderheiten bedrohlicher.
4. Elektrolytstörungen sind häufiger. Das Risiko, ein induziertes Syndrom der inadäquaten ADH-Sekretion (SIADH) zu übersehen, ist damit höher.

### Einweisung ins Krankenhaus
Eine stationäre Behandlung sollte nach der S3-Leitlinie Diagnostik und Behandlung der Essstörungen bei Vorliegen eines oder mehrerer der folgenden Kriterien erfolgen:
- rapider oder anhaltender Gewichtsverlust (> 20 % über sechs Monate)
- gravierendes Untergewicht (BMI < 15 kg/m² bzw. bei Kindern und Jugendlichen unterhalb der 3. Altersperzentile)
- anhaltender Gewichtsverlust oder unzureichende Gewichtszunahme über drei Monate (bei Kindern und Jugendlichen früher) trotz ambulanter oder tagesklinischer Behandlung
- sozialen oder familiären Einflussfaktoren, die einen Gesundungsprozess stark behindern (z. B. soziale Isolation, problematische familiäre Situation, unzureichende soziale Unterstützung)
- ausgeprägter psychischer Komorbidität
- Suizidalität
- schwerer bulimischer Symptomatik (z. B. Laxanzien-/Diuretikaabusus, schweren Essanfällen mit Erbrechen) und/oder exzessivem Bewegungsdrang, die ambulant nicht beherrscht werden können
- körperlicher Gefährdung oder Komplikationen
- geringer Krankheitseinsicht
- Überforderung im ambulanten Setting (zu wenig strukturierte Vorgaben bzgl. Mahlzeitenstruktur, Essensmengen, Rückmeldungen zum Essverhalten; bei Kindern und Jugendlichen: Zusammenbruch der familiären Ressourcen)
- Notwendigkeit der Behandlung durch ein multiprofessionelles Team mit krankenhaustypischen Heilmethoden (psychosomatische/psychiatrische Krankenhausbehandlung)

## Forschung
Zu „Psilocybin-Therapie bei Magersucht“ veröffentlichte die University of California, San Diego, 2023 eine Phase-I Studie in klinischem Umfeld. Die Ergebnisse zeigen bei einer einmaligen Behandlung mit 25 mg Psilocybin und begleitender Psychotherapie: 90 Prozent der Frauen hatten den Herausforderungen des Lebens gegenüber ein positiveres Gefühl, 80 Prozent bezeichneten die Erfahrung sogar als eine der fünf wichtigsten ihres bisherigen Lebens, 70 Prozent der Frauen verspürte eine allgemeine Besserung ihrer Lebensqualität. Signifikante Verbesserungen gab es bei der vom verzerrten Körperbild erzeugten Angst und Zwangshandlungen bezüglich Ernährung, Figur und Essen. 40 Prozent hatten nach drei Monaten noch eine dauerhafte Besserung bei den Werten der etablierten Essstörungs-Untersuchung. Weitere Studien folgen.

## Magersucht in der Öffentlichkeit

### In Kunst, Musik und Literatur
- Lene Marie Fossen war eine norwegische Fotografin, die auch durch Selbstporträts ihres entstellten Körpers bekannt wurde.
- Daniel Johns, der Sänger der Gruppe Silverchair, verarbeitet seine Krankheit in dem Lied Ana’s Song.
- Christina Aguilera verwendet in ihrem Video zum Lied Beautiful aus dem Album Stripped Bilder einer Magersüchtigen. Im Verlauf des Videos zerschlägt diese den Spiegel, in dem sie sich zuvor kritisch betrachtet hatte.
- Die Lieder Lucy At The Gym und Supermodel von Jill Sobule setzen sich mit Magersucht in verschiedenen Ausprägungen auseinander.
- Ein Hungerkünstler von Franz Kafka bearbeitet Magersucht als Allegorie. Kafka gilt als magersüchtig.[60]
- Die Sängerin Karen Carpenter starb 1983 an Anorexia nervosa. Die Krankheit, die bis dahin von der Öffentlichkeit weitgehend ignoriert wurde, wurde dadurch / danach stärker von Medien wahrgenommen. Die Band Sonic Youth widmete Carpenters Schicksal ihr Lied Tunic (Song for Karen).
- Die Black-Metal-Band Anorexia Nervosa trägt den Namen dieser Krankheit.
- Ein Lied der Hellektro/Electro-Industrial-Band Suicide Commando trägt den Namen dieser Krankheit.
- Das Lied Sophie von Eleanor McEvoy handelt von der Magersucht und dem Tod der Protagonistin.
- Das Lied Courage von Superchick handelt vom Thema Magersucht
- Das Lied Anorexia Nervosa von X-Fusion befasst sich mit diesem Thema.
- Die Französin Isabelle Caro (sie war 1,64 Meter groß und wog nur 31 Kilogramm), wurde 2007 als „Mager-Model“ bekannt, als der Fotograf Oliviero Toscani sie für eine Kampagne gegen Magersucht fotografierte. Die Bilder der abgemagerten, nackten jungen Frau hingen in den Straßen der Modemetropolen Mailand, Rom und Paris und erregten großes Aufsehen. Caro erkrankte im Alter von 13 Jahren an Magersucht. Bewusst ging sie mit ihrer Krankheit an die Öffentlichkeit, hielt Vorträge und schrieb eine Autobiographie über ihr Leiden. Diese erschien 2008 mit dem Titel Das kleine Mädchen, das nicht dick werden wollte. Caro starb im November 2010 an einer Lungenentzündung.[61]
- Das Lied Bulemiarexia der französischen Nu-Metal-Band Eths handelt von dieser Erkrankung.
- Das Lied Please Eat von Nicole Dollanganger (* 1991)
- Der Netflix-Film To the Bone (etwa bis auf die Knochen) schildert den Überlebenskampf einer Magersüchtigen.[62]
- Der Roman Die Vegetarierin der Nobelpreisträgerin Han Kang behandelt die seelischen Probleme einer Magersüchtigen und den Umgang der Familie mit der Krankheit.

### Im Sport
Neben prominenten Fällen, in denen die Erkrankung zum Tod führte (Christy Henrich, Bahne Rabe), gaben mehrere Athleten ihre Karriere wegen einer entsprechenden Erkrankung auf, darunter die Skispringer Christian Moser, Stephan Zünd und Henriette Smeby sowie die Eiskunstläuferin Eva-Maria Fitze.
Der Sportjournalist und Medienmanager Christian Frommert litt an Magersucht und wog zeitweise nur 39 Kilogramm bei einer Körpergröße von 1,84 Meter. Im Jahr 2013 hat er darüber ein Buch veröffentlicht.
Zahlreiche Medien haben über seine Krankheit berichtet.

### Bei Models
Im August 2006 starb das 22-jährige Model Luisel Ramos kurz nach einer Modenschau. Die Todesursache war ein Herzinfarkt, nachdem sie mehrere Tage lang nichts gegessen hatte. Zwei Monate später starb die Brasilianerin Ana Carolina Reston Macan in Folge einer Magersucht. Etwa sechs Monate nach dem Tod von Luisel Ramos starb auch deren Schwester Eliana Ramos im Alter von 18 Jahren, vermutlich ebenfalls an den Folgen von Magersucht.
Im November 2010 starb Isabelle Caro.
2009 kritisierte Alexandra Shulman, die Chefin der britischen Vogue, Designer führender Couture-Häuser: weil deren Entwürfe immer schmaler ausfielen, seien Models viel zu mager.
Die Designerin Anja Gockel vertrat 2009 in einem Interview der Neuen Osnabrücker Zeitung die These, die Homosexualität der führenden Modedesigner sei der „wichtigste“ Grund für die Magersucht vieler Models. Für Schwule sei eine knabenhafte Figur das Idealbild, während Lesben meistens eine androgyne Figur bevorzugten. „Deshalb dürfen die Models nicht zu viel Busen und nur wenig Hüfte haben. Alles Volumige ist für sie unerotisch, nicht akzeptabel.“

#### Gesetzliche Schutzmaßnahmen
In Israel ist seit Jahresbeginn 2013 für Models ein Body-Mass-Index von mindestens 18,5 vorgeschrieben. Die britische Werbeaufsichtsbehörde Advertising Standards Authority (ASA) verbot im Juni 2015 ein Werbefoto des Unternehmens Yves Saint Laurent (YSL) und im April 2016 eines von Gucci.
Auch in Frankreich sind untergewichtige Models nun auf Laufstegen gesetzlich untersagt (Stand: Dezember 2015). Ohne eine ärztliche Bescheinigung über einen guten gesundheitlichen Zustand dürfen Models in Frankreich nicht mehr arbeiten. Bei einem Verstoß dagegen droht dem Veranstalter eine Geldbuße von bis zu 75.000 Euro. Am 26. Januar 2016 wurde das Gesetz in Kraft gesetzt.
In Frankreich ist seit dem 1. Oktober 2017 ein Gesetz in Kraft, laut dem jedes kommerzielle Bild, bei dem die Figur eines Models nachträglich per Bildbearbeitung verändert wurde, gekennzeichnet werden muss als „photographie retouchée“.
Ohne diesen Hinweis drohen bis zu 37.500 Euro Strafe.